# Nyträsket (Jörns socken, Västerbotten, 721811-171800)
Nyträsket är en sjö i Skellefteå kommun i Västerbotten och ingår i Kågeälvens huvudavrinningsområde. Sjön har en area på 1,36 kvadratkilometer och ligger 211 meter över havet. Sjön avvattnas av vattendraget Björkselbäcken.

## Delavrinningsområde
Nyträsket ingår i det delavrinningsområde (721926-171822) som SMHI kallar för Utloppet av Nyträsket. Medelhöjden är 233 meter över havet och ytan är 8,81 kvadratkilometer. Räknas de 3 avrinningsområdena uppströms in blir den ackumulerade arean 22,58 kvadratkilometer. Björkselbäcken som avvattnar avrinningsområdet har biflödesordning 3, vilket innebär att vattnet flödar genom totalt 3 vattendrag innan det når havet efter 44 kilometer. Avrinningsområdet består mestadels av skog (68 procent) och sankmarker (13 procent). Avrinningsområdet har 1,36 kvadratkilometer vattenytor vilket ger det en sjöprocent på 15,4 procent.